# William Welch Deloitte
William Welch Deloitte (Londra, 13 febbraio 1818 – 23 agosto 1898) è stato un imprenditore britannico, fondatore della società di servizi professionali che in seguito divenne Deloitte Touche Tohmatsu negli Stati Uniti e Coopers & Lybrand Deloitte nel Regno Unito.
Fu uno dei padri della professione contabile.

## Primi anni di vita
Deloitte ha iniziato presto la sua carriera nella contabilità. All'età di 15 anni, divenne assistente dell'assegnatario ufficiale presso il tribunale fallimentare della città di Londra, dove apprese il mestiere della contabilità.

## Carriera
All'età di 25 anni, Deloitte aprì il proprio ufficio di fronte al tribunale fallimentare in Basinghall Street. Si fece un nome nell'industria del momento, le ferrovie, e nel 1849 alla Great Western Railway .
Scoprì la frode perpetrata sulla Great Northern Railway da Leopold Redpath, inventò un sistema per i conti ferroviari che proteggeva gli investitori dalla cattiva gestione dei fondi e sarebbe diventato il grande vecchio della professione. Quando Deloitte si ritirò dalla Deloitte, Plender, Griffiths & Co. nel 1897, un anno prima della sua morte, era il contabile più anziano in attività.
Tra il 1888 e il 1889 fu presidente del neonato Institute of Chartered Accountants. Morì nel 1898.